# Denton (Teksas)
Denton – miasto w Stanach Zjednoczonych, w stanie Teksas, w hrabstwie Denton. Według spisu z 2020 roku liczy 139,9 tys. mieszkańców. Jest częścią obszaru metropolitalnego Dallas–Fort Worth.

## Uczelnie
- Uniwersytet Północnego Teksasu (1890)
- Texas Woman's University (1901)
- North Central Texas (junior) College (1924)
- Denton State School (1960)[2]